# Маршалл (Оклахома)
Маршалл (англ. Marshall) — місто (англ. town) в США, в окрузі Логан штату Оклахома. Населення — 210 осіб (2020).

## Географія
Маршалл розташований за координатами 36°9′19″ пн. ш. 97°37′33″ зх. д. / 36.15528° пн. ш. 97.62583° зх. д. (36.155412, -97.625728).  За даними Бюро перепису населення США в 2010 році місто мало площу 1,30 км², уся площа — суходіл.

## Демографія
Згідно з переписом 2010 року, у місті мешкали 272 особи в 100 домогосподарствах у складі 78 родин. Густота населення становила 209 осіб/км².  Було 119 помешкань (91/км²).
Расовий склад населення:
| - 91,2 % — білих - 3,3 % — корінних американців - 0,7 % — чорних або афроамериканців - 2,2 % — осіб інших рас |

До двох чи більше рас належало 2,6 %. Частка іспаномовних становила 8,1 % від усіх жителів.
За віковим діапазоном населення розподілялося таким чином: 30,1 % — особи молодші 18 років, 56,3 % — особи у віці 18—64 років, 13,6 % — особи у віці 65 років та старші. Медіана віку мешканця становила 34,0 року. На 100 осіб жіночої статі у місті припадало 92,9 чоловіків;  на 100 жінок у віці від 18 років та старших — 86,3 чоловіків також старших 18 років.
Середній дохід на одне домашнє господарство  становив 44 966 доларів США (медіана — 37 500), а середній дохід на одну сім'ю — 49 300 доларів (медіана — 43 125). За межею бідності перебувало 24,6 % осіб, у тому числі 29,2 % дітей у віці до 18 років та 14,3 % осіб у віці 65 років та старших.
Цивільне працевлаштоване населення становило 133 особи. Основні галузі зайнятості: освіта, охорона здоров'я та соціальна допомога — 37,6 %, транспорт — 17,3 %, роздрібна торгівля — 11,3 %, оптова торгівля — 8,3 %.